# پائولا بارینتوس
پائولا بارینتوس (اسپانیایی: Paola Barrientos‎؛ زادهٔ ۲۳ فوریهٔ ۱۹۷۵) بازیگر اهل آرژانتین است. وی از سال ۲۰۰۰ میلادی تاکنون مشغول فعالیت بوده است.
از فیلم‌ها یا مجموعه‌های تلویزیونی که وی در آن‌ها نقش داشته است، می‌توان به مجردمانده‌ها و دانش‌آموختگان اشاره نمود.